# Wydział Humanistyczny Uniwersytetu Szczecińskiego
Wydział Humanistyczny Uniwersytetu Szczecińskiego – jeden z siedmiu wydziałów Uniwersytetu Szczecińskiego. Jego siedziba znajduje się przy ulicy Krakowskiej 71–79 oraz przy alei Piastów 40B w Szczecinie.

## Historia
Wydział powstał w 1985 roku na bazie Wyższej Szkoły Nauczycielskiej w Szczecinie, utworzonej w 1969 roku (w 1973 roku przekształcono ją na Wyższą Szkołę Pedagogiczną). Jest to największy wydział Uniwersytetu Szczecińskiego. W 2007 roku został z niego wyodrębniony Wydział Filologiczny. 1 października 2019 r. ze struktur wydzielono Wydział Nauk Społecznych, natomiast Wydział Filologiczny ponownie stał się częścią Wydziału Humanistycznego.
Wydział jest posiadaczem zbiorów po zlikwidowanej Akademii Nauk Społecznych w Warszawie, które postanowiono przekazać najmłodszemu wówczas uniwersytetowi, którym okazał się być Uniwersytet Szczeciński.
Był organizatorem olimpiad wiedzy o Unii Europejskiej.

## Struktura organizacyjna
- Instytut Językoznawstwa

Dyrektor: dr hab. Jolanta Mazurkiewicz-Sokołowska, prof. US
- Instytut Literatury i Nowych Mediów

Dyrektor: dr hab. Piotr Krupiński, prof. US
- Instytut Historyczny

Dyrektor: dr hab. Agnieszka Szudarek, prof. US
- Instytut Filozofii i Kognitywistyki

Dyrektor: dr hab. Maciej Witek, prof. US

## Kierunki studiów
Studia pierwszego stopnia
- stacjonarne:
  - archeologia
  - dziennikarstwo i komunikacja społeczna
  - filologia angielska
  - filologia germańska
  - filologia germańska z dodatkowym językiem obcym
  - filologia hiszpańska / iberystyka – studia hiszpańskie
  - filologia norweska / skandynawistyka – studia norweskie
  - filologia polska, studia stacjonarne
  - filologia romańska z językiem obcym do wyboru
  - filologia rosyjska z dodatkowym językiem obcym
  - filozofia, studia stacjonarne
  - historia, studia stacjonarne
  - italianistyka z elementami studiów nad chrześcijaństwem
  - kognitywistyka komunikacji
  - lingwistyka dla biznesu tłumaczenia rosyjsko-polsko-niemieckie
  - media i cywilizacja
  - mediacja międzykulturowa
  - stosunki międzynarodowe
  - studia nad wojną i wojskowością
  - studia pisarskie
- niestacjonarne
  - filologia angielska
  - filologia germańska
  - filologia hiszpańska / iberystyka

Studia drugiego stopnia
- stacjonarne
  - archeologia
  - bałtyckie studia kulturowe
  - dziennikarstwo i zarządzanie mediami
  - filologia angielska
  - filologia germańska
  - filologia polska
  - filologia romańska
  - historia
  - italianistyka z elementami studiów nad chrześcijaństwem
  - kognitywistka komunikacji
  - menedżer dziedzictwa kulturowego
  - przekład rosyjsko-polski z dodatkowym językiem obcym
- niestacjonarne
  - filologia angielska

Studia podyplomowe
- bibliotekoznawstwo i informacja naukowa (specjalność nauczycielska)
- bibliotekoznawstwo i informacja naukowa (specjalność ogólnobiblioteczna)
- korespondencja w biznesie w języku niemieckim i polskim
- szkoła Tłumaczeń i Specjalistycznych Języków Obcych (specjalizacja: język prawa i ekonomii)

## Władze Wydziału

### Kadencja 2020–2024
| Stanowisko                 | Imię i nazwisko                      |
| -------------------------- | ------------------------------------ |
| Dziekan                    | dr hab. Krzysztof Nerlicki, prof. US |
| Prodziekan ds. studenckich | dr Aleksandra Kamińska               |
| Prodziekan ds. studenckich | dr Marcin Szydłowski                 |

## Zmarli profesorowie wydziału
- prof. dr hab. Lucyna Turek-Kwiatkowska (1925–2017) – historyk[5]
- prof. dr hab. Kazimierz Wenta (1937–2017) – pedagog[6]
- prof. dr hab. Danuta Dąbrowska (1952–2018) – literaturoznawczyni[7]